# Heteroconger longissimus
Heteroconger longissimus is een straalvinnige vissensoort uit de familie van zeepalingen (Congridae). De wetenschappelijke naam van de soort is voor het eerst geldig gepubliceerd in 1870 door Günther.